# Saldula ablusa
Saldula ablusa är en insektsart som beskrevs av Drake och Hottes 1954. Saldula ablusa ingår i släktet Saldula och familjen strandskinnbaggar. Inga underarter finns listade i Catalogue of Life.